# すすめロボケット
『すすめロボケット』は、藤子不二雄（のちの藤子・F・不二雄）による日本の子供向けSF漫画作品。

## 概要
小学館の学習雑誌『幼稚園』『小学一年生』と『小学二年生』『小学三年生』において、1962年から1965年まで連載された。一話ずつだが例外として、『別冊少年サンデー』（小学館）、『こばと幼稚園』（集英社）にも掲載されている。
1963年、『てぶくろてっちゃん』とともに第8回小学館漫画賞を受賞。
2012年、小学館から『藤子・F・不二雄大全集』として刊行され、初めての単行本化が実現した。
2013年、藤子・F・不二雄ミュージアムで上映される短編映画としてアニメ化された。
2020年、スタジオ・ゼロが1960年代に制作したと思われるモノクロのパイロットフィルムが発見された。

## 内容
主人公すすむと、「ロケット」と「ロボット」が一体化した「ロボケット」が、悪の組織やロボット怪獣などいろいろな事件に挑んで、最後に勝利して事件を解決していく。ロボケットは、普段はロケット型の体に顔や腕脚があり、人間のように主人公と会話したり食べたり歩いたりできるが、いざ事件が起きればロケット機となって主人公を乗せて飛行し、戦う。

## シアターアニメ
『すすめロボケット&ドラえもん 「決戦!雲の上の竜巻城」』のタイトルで初の映像化。藤子・F・不二雄ミュージアム施設内にあるFシアターで2013年8月28日から2014年9月2日まで公開。
声の出演
- すすむ - 小林由美子
- ロボケット - ゆきじ
- みっちゃん - 川澄綾子
- ドラえもん - 水田わさび
- のび太 - 大原めぐみ

スタッフ
- 絵コンテ・演出 - 大杉宜弘
- 作画監督 - 丸山宏一

## 書誌情報
- 藤子・F・不二雄『すすめロボケット1巻』小学館〈藤子・F・不二雄大全集〉、2012年。ISBN 978-4-09-143491-3。
- 藤子・F・不二雄『すすめロボケット2巻』小学館〈藤子・F・不二雄大全集〉、2012年。ISBN 978-4-09-143495-1。
- 藤子・F・不二雄『すすめロボケット3巻』小学館〈藤子・F・不二雄大全集〉、2012年。ISBN 978-4-09-143500-2。